# 刘柏龄
刘柏龄（1927年6月5日—2022年6月5日），男，汉族，吉林扶余人，中国中医骨伤科学家，长春中医药大学终身教授、主任医师，第二届国医大师，享受国务院政府特殊津贴专家，天池骨伤流派“刘氏正骨”第五代传人。
刘柏龄生于中医世家，自幼承家技。1956年赴吉林省中医进修学校学习，并留校任教。1958年起任教于长春中医学院。